# بخش اسکوروپ
بخش اسکوروپ (به سوئدی: Skurups kommun) یک ناحیه شهری در سوئد است که در شهرستان اسکونه واقع شده‌است.